# Гринцов, Иван Григорьевич
Иван Григорьевич Гринцов (7 февраля 1935 — 27 января 2019) — советский и украинский партийный деятель. Депутат Совета Союза Верховного Совета СССР 10—11 созывов (1979—1989) от Сумской области. Депутат Верховной Рады Украины 2 созыва. Кандидат в члены ЦК КПСС (1976—1990).

## Биография
Родился в крестьянской семье.
Окончил Луганский сельскохозяйственный институт, работал агрономом машинно-тракторной станции. В 26 лет — председатель колхоза, через два года — начальник сельхозуправления, затем первый секретарь Великоновоселковского райкома КП Украины Донецкой области.
С 1975 по 1988 год возглавлял Сумскую областную организацию КП Украины. По его инициативе вводились в строй новые мощности «большой химии», машино- и приборостроения, легкой и пищевой промышленности, наращивалась добыча нефти и газа, создавалась база строительной индустрии, активно развивался агропромышленный комплекс.
Осенью 1988 года был избран секретарём ЦК КП Украины, курировал вопросы развития сельского хозяйства.
Весной 1989 года избран народным депутатом СССР от Ахтырского территориального избирательного округа № 513 Сумской области.
В августе 1991 года, после запрета КП Украины, вступил в партию коммунистов Петра Симоненко. После решения Конституционного суда, признавшего незаконными акты о запрете Компартии, стал одним из членов Оргкомитета по проведению объединительного съезда Компартии Украины.
Депутат Верховной Рады Украины второго созыва, одержал победу на довыборах в одном из северных избирательных округов Сумской области.
В последнее время был активистом Печерской районной организации украинской компартии.
Умер 26 января 2019 года. Похоронен вместе с женой на Байковом кладбище Киева (участок № 33).